# Palearktická oblast

Palearktická oblast

Palearktická oblast (někdy palearkt) je jednou z biogeografických zón rozdělujících povrch planety Země.

## Geografie
Palearktická oblast je největší biogeografickou oblastí. Zaujímá rozlohu 52 000 000 km² (39 % územní pevniny). Zahrnuje evropský kontinent, sever Asie po úpatí Himálají, severní Afriku včetně Sahary a Kanárských ostrovů, sever a střed Arabského poloostrova. Lze ji rozčlenit na eurosibiřskou, mediteránní, středoasijskou a východopalearktickou podoblast.
Sever oblasti palearktické pokrývá sněžné (nivální) pásmo, tajgy a tundry, střední část Asie pokrývají rozsáhlé stepi a pouště.

## Fauna
Na severu je fauna blízce příbuzná fauně oblasti nearktické, směrem na jih přibývají prvky, které sem pronikly z oblasti orientální. Vlivem glaciálů došlo k oddělení areálů mnoha živočišných i rostlinných taxonů.